# Isla Tórtola (Venezuela)
Isla Tórtola es el nombre de una isla fluvial venezolana ubicada en el delta del río Orinoco, al norte de la localidad de Piacoa y de la sierra del mismo nombre, en la coordenadas geográficas 08°35′42″N 62°00′42″O / 8.59500, -62.01167 y que administrativamente hace parte de la parroquia Rómulo Gallegos en el Municipio Casacoima, en el oriental estado Delta Amacuro. Posee una localización estrátegica por estar en el punto donde el río orinoco se divide en varios brazos. Tiene una superficie estimada en 30.900 hectáreas (equivalentes a 309 kilómetros cuadrados) por lo que en área tiene un tamaño similar a las islas Maldivas.